# Luzuriaga polyphylla
Luzuriaga polyphylla là một loài thực vật có hoa trong họ Alstroemeriaceae. Loài này được (Hook.f.) J.F.Macbr. miêu tả khoa học đầu tiên năm 1918.